# ФИД склопка
Заштитни уређај диференцијалне струје (енгл. Residual current device) или ФИД склопка, је електрични уређај који искључује електрично коло када год открије постојање диференције електричне струје између долазних струја и повратног нултог вода. Таква несразмерност се дешава због отицања (цурења) струје мимо струјног кола кроз металну конструкцију неког уређаја или чак кроз особу, а узрочно последично и на вод за уземљење. Због додира металне конструкције под напоном и протицања струје, особа може доживети смртоносни електрични удар. Заштитни уређај диференцијалне струје (ЗУДС) је тако конструисан да осети ове разлике и брзо искључи део кола у квару, чиме се отклања могућност струјног удара. Треба напоменути да је ФИД склопка допунски уређај у електричним инсталацијама и није замена за осигураче јер они су ти који штите од преоптерећења и струје кратког споја. Такође да би ФИД склопка уопште функционисала објекат мора имати квалитетно уземљење, недостатак или лоше уземљење неће изазвати (у случају квара) потребан дисбаланс да би ФИД склопка реаговала.

## Намена и начин рада
ЗУДС је намењен да спречи електрични удар човека, откривањем струје цурења, која може да буде много мања (обично 5-30 mA) него она коју штићени уређај користи за свој рад, односно она која би имала довољну енергију да истопи осигурач. ЗУДС је намењен да дејствује у року од 25-40 ms, пре него што електрични удар пролазећи кроз срце доведе до вентикуларне фибрилације, најчешћег узрочника смрти од електричног удара.
У Европи ЗУДС имају вредност од 10-300 mA на којој реагују и искључују коло.
ЗУДС ради на принципу мерења односа између струја у проводницима, користећи струјни трансформатор. Уређај ће прекинути електрично коло када осети разлику измећу сума струја у линијским проводницима и неутралном (нултом) проводнику. Сума свих струја (линијских и нулте) мора бити једнак нули. Уколико није тако, то значи да се појављује отицање струје према земљи или у друго електрично коло, и то доводи до деловања уређаја.

## Опис
Слика представља унутрашње механизме заштитног уређаја диференцијалне струје. Овај уређај представљен на слици треба да буде везан на ред са напојним каблом. Намењен је да поднесе највише 13 А номиналне струје оптерећења и да дејствује (искључује) на појави струје диференције односно цурења од 30 mA. Овај уређај је такозвани активни уређај, односно представља онај уређај који се неће искључити у случају нестанка електричне енергије, јер се том приликом код успостављања електричног кола могу десити опасне ситуације када је неопходно поуздано деловање ових уређаја.
Доводни линијски проводник и неутрални проводник везују се на контакте означене бројем (1), а одлазни линијски и нулти проводник се везују на контакте означене бројем (2). Проводник уземљења (није приказан) се води директно на потрошач без прикључивања на ЗУДС.
Када се притисне тастер за укључење уређаја (3), спајају се контакти линије и нуле (4), и успоставља се електрично коло. Када се отпусти тастер (3), соленоид (5) врши држање контаката спојеним.
Намотај за опажање поремећаја (6) је диференцијални струјни трансформатор торусног облика кроз чије средиште су провучени линијски и неутрални проводник и он није везан електрично са овим проводницима. У нормалном раду, струја из линијског проводника враћа се неутралним. Због тога је сума струја једнака нули.
Било која грешка према земљи (рецимо, особа додирне место на уређају које је под линијским напоном), изазваће да струја приликом протицања иде другом путањом што значи да постоји разлика струја у линијском и нултом проводнику (овде се говори о монофазном систему) или поједностављено сума струја није једнака нули.
Ова разлика (диференција) изазива индуковање струје у намотају за опажање поремећаја (6) који је повезан са колом за реаговање (7). Ово електронско коло прекида напајање соленоида (5) чиме се отпуштају контакти (4) (гура их опруга) и електрично коло бива прекинуто.
Уређај делује у делићу секунде, онемогућавајући озбиљан електрични удар.
Тастер за тестирање (8) служи да се уређај са времена на време тестира, пропуштањем мале струје кроз наранџасти проводник (9). Ово имитира квар на потрошачима и ако уређај не дејствује треба да буде замењен.

## Употреба и место уградње
Није забрањено користити ЗУДС у једном делу кућних инсталација. Заправо, овај начин је већински начин примене ЗУДС. 
Ако се један ЗУДС користи за заштиту целог објекта, при некој грешци ће се искључити цео објекат. 
У Великој Британији има пуно случајева где се ЗУДС користи у једном делу система инсталација. Рецимо, штите се све прикључнице (шукои) док се инсталација светлосних извора не штити. 
Постоје уређаји који имају обједињену заштиту од диференцијалних струја и струја преоптерећења. 
Није ефикасно и потребно да један већи ЗУДС буде везан у колу са више мањих. Једини изузетак овог случаја је када имамо ТТ систем уземљења где имамо случај високе импедансе, што значи да се може десити да ЗУДС можда не реагује. У овом случају се користи ЗУДС са временским одлагањем и са струјом окидања од 100 mA или више.

## Ограничења
ЗУДС не може да спречи све варијанте под којима може доћи до удара електричном струјом или до ватре. Сам по себи, ЗУДС неће открити да постоји преоптерећење струјом, кратак спој између нултог и уземљеног проводника као и спој између линијских проводника. Прекострујна заштита треба да буде извршена осигурачима или аутоматски прекидачима. 
Овај уређај неће извршити искључење у следећим ситуацијама: додир односно спој између линијског напона и нуле, затим спој телом између линијских напона.

## Опис главних карактеристика
Ове карактеристике описују ЗУДС:
- Број пари контаката [ или  или ] Р-пар
- Струја оптерећења [у ]
- Осетљивост [у ]
- Тип [ или  или ]
- Време окидања [у ]
- Струја удара [у ]

#### Број пари контаката [,или]
ЗУДС може да има два пара полова 2Р за употребу у монофазним системима напајања, три пара за трофазни систем и четири пара за трофазни систем и нулу. 

#### Струја оптерећења [у]
Ова струја се дефинише према максималном оптерећењу које потрошач може да повуче из мреже. 

#### Осетљивост [у]
Осетљивост ЗУДС представља струју квара која изазива дејствовање уређаја, назначена као IΔn. 
Нормативне вредности су дефинисане стандардом IEC, чиме се ови уређају сврставају у три групе према вредности IΔn.
- Високо осетљиви (HS): 6 – 10 – 30 mA (за непосредан додир / угроженост живота),
- Средње осетљиви (MS): 100 – 300 – 500 – 1000 mA (заштита од пожара),
- Слабо осетљиви (LS): 3 – 10 – 30 A (заштита машина).

Ознака која представља вредност осетљивости уређаја не значи свугде исто. На пример у Великој Британији значи да уређај мора дејствовати са струјом диференције мањој од оне назначене, док негде значи да уређај треба да дејствује са струјом диференције мањом и истом као она назначена на производу. 

#### Тип [илиили]
Стандард IEC 60755 (Генерална препорука за уређаје заштите од диференцијалне струје) дефинише три типа ЗУДС, зависно од карактеристике струје квара.
- Тип : ЗУДС за чије окидање је неопходно постојање променљиве (наизменичне) струје.
- Тип : ЗУДС за чије окидање је потребно: 
  - наизменична струја квара,
  - променљиве једносмерне струје квара,
  - променљиве једносмерне струје квара вредности 0.006 A, без обзира на поларитет.
- Тип : ЗУДС за чије окидање је потребно:
  - као за тип A,
  - наизменична струја квара учесталости до 1000 ,
  - наизменична струја квара помешана са једносмерном струјом,
  - променљива једносмерна струја помешана са једносмерном струјом,
  - струја квара која потиче од кола исправљача.

#### Време окидања [у ms]
Постоје две групе уређаја:
- (општа употреба) за тренутне ЗУДС (без времена одлагања)
  - Време окидања: одмах.
  - Највише до окидања: 300 ms за 1x IΔn, 150 ms за 2x IΔn, и 40 ms за 5x ;
- (селективно) или T (временско одлагање) за ЗУДС са кратким временом одлагања (обично се употребљавају у колима заштите од струјног удара).
  - Време окидања: 130 ms за 1x IΔn, 60 ms за 2x IΔn, и 50 ms за 5x IΔn.
  - Највише до окидања: 500 ms за 1x IΔn, 200 ms за 2x IΔn, и 150 ms за 5x ;

#### Отпор струји удара
Струја удара представља највећу вредност струје коју ЗУДС може да издржи без оштећења и добија се користећи импулс посебних особина (импулс 8/20 µs ). 
IEC 61008 и IEC 61009 стандарди намећу употребу осцилаторног таласа (прстенасти талас) карактеристике 0,5 µs/ 100  да би се тестирао ЗУДС на струју удара вредности једнак 200 A. У вези са атмосферским пражњењем стандарди, IEC 61008 и 61009 намећу употребу теста карактеристика 8/20 µs са струјом од 3.000 A, и ово је за ЗУДС са ознаком Селективно.

#### Шематска ознака
| | |
| Заштитни уређај диференцијалне струје за монофазне потрошаче Контакт (1)-линијски проводник, Контакт (3N)-неутрал, (Т)-тастер за тестирање | Заштитни уређај диференцијалне струје за трофазне потрошаче Контакти (1),(3),(5)-линијски проводници, Контакт (7N)-неутрал |

## Карактеристика
|                                        |                                        |
| Карактеристика искључивања без кашњења | Карактеристика искључивања са кашњењем |

Карактеристике ЗУДС-а, произвођача Шрак, серије ВС:
- Називни напон 230/400
- Максимални предосигурачи као заштита од кратког споја 63
- Максимални предосигурачи као заштита од преоптерећења 25 до 40
- Прекидна моћ 6/10
- Животни век: електрични >4.000 пута, механички >20.000 пута
- Отпорност на струјне ударе: >250A (8/20μs), >3.000A (8/20) за тип Г, >5.000А (8/20) за тип s.